# Tyrisevänjärvi
Tyrisevänjärvi är en sjö i kommunen Keuru i landskapet Mellersta Finland i Finland. Sjön ligger 135,9 meter över havet. Arean är 1,64 kvadratkilometer och strandlinjen är 11,29 kilometer lång. Sjön  ingår i Kumo älvs huvudavrinningsområde.   Den ligger omkring 62 kilometer väster om Jyväskylä och omkring 230 kilometer norr om Helsingfors. 
I sjön finns öarna Mustasaari, Kulosaari, Riitasaari och Kalliosaari. 